# Mauro Dragoni
Mauro Dragoni (Fusignano, 14 aprile 1951 – 14 gennaio 2006) è stato un politico italiano.

## Biografia
Fu segretario della federazione provinciale del Partito Comunista Italiano e sindaco di Ravenna dal 1987 al 1992.